# ジョン・デュポン
ジョン・エルテール・デュポン（英語: John Eleuthère du Pont, 1938年11月22日 - 2010年12月9日）は、かつてデュポン財閥の資産相続人の一人であり、殺人で有罪判決を受けた人物である。いくつかの本を書いた鳥類学者でもあり、貝類学者、切手蒐集家、スポーツ支援者やコーチとしての顔も持っていた。慈善事業としてデラウェア自然博物館を設立し、いくつもの施設に寄付を行ってもいる。
1980年代に五種競技に興味を抱いたことから、所有するフォックスキャッチャー農場にレスリング施設を建設する。彼はアマチュアスポーツの支援者、アメリカレスリングチームの支援者として有名であった。1990年代には彼の突飛な行動や強迫性障害的行動は友人らに心配されるほどになっていたが、彼は莫大な資産を持っていたためにそのことが表に出ることはなかった。1996年に彼は友人でありレスリングのフリースタイル金メダリストであるデイヴ・シュルツを殺害する。
2014年には殺害事件に至る経緯を描いた映画『フォックスキャッチャー』において、スティーヴ・カレルがデュポンを演じてアカデミー賞主演男優賞にノミネートされた。

## 幼少期
ジョン・デュポンは、1938年11月22日にペンシルベニア州フィラデルフィアにて生まれた。ウィリアム・デュポン・ジュニアとジーン・リスター・オースティンとの間に生まれた末子であった。母方の祖父が夫妻にペンシルベニア州ニュートンにある200エーカー以上の広さを持つ土地を与え、父方の祖父がリスターホールという名の大邸宅を建て、ジョンはそこで育った。母方の家系も父方の家系も、19世紀初頭にアメリカに移住してきて成功した一族であった。
1920年代から1930年代にかけて夫妻はさらなる土地を相続し、リスターホール農場を発展させて販売用・競争用サラブレッドを飼育した。ジョンが2歳のときに両親は離婚し、母が農場を相続した。彼女はサラブレッドに加え、ジャージー乳牛とウェルシュポニーも飼育した。ジョンには二人の姉と、兄、腹違いの弟がいた。
デュポンは1957年にハヴァーフォードスクールを卒業し、ペンシルベニア大学に入学したが一年次で中退した。のちにフロリダ州のマイアミ大学に入学し、1965年に動物学の学位をとって卒業、1973年にヴィラノヴァ大学にて自然科学博士号をとった。

## 科学者として
大学を卒業すると、デュポンは鳥類探索隊に参加してフィリピンや南太平洋を訪れた。鳥類学者として20もの新種の鳥類を発見したとされる。1957年にはデラウェア自然博物館を設立した。若年ながら博物館の経営に携わり、また長らくフィールドワークを行ってきた自然科学者として、博物館のディレクターも務めた。

## 私生活
1983年9月3日、45歳のときにデュポンは29歳のセラピストであるゲール・ウェンクと結婚する。彼が自動車事故で負傷したことが出会うきっかけとなった。しかし二人が一緒に暮らしたのは6か月にも満たず、デュポンは結婚後10か月で離婚を申し立てた。ウェンクは、デュポンが拳銃を自分に向けたり自分を暖炉に突き倒そうとしたとしてデュポンに対し500万ドルの請求を起こした。1987年に離婚は成立し、デュポンはウェンクを自らの資産の相続人から完全に排除した。1987年時点でデュポンが持つ資産は2億ドルに達していたという。

## 興味を持ったもの

### 切手蒐集
デュポンは切手蒐集家として有名であった。1980年のオークションで「英領ギアナ1セント・マゼンタ」という1856年に発行された有名な切手を、93万5000ドルで匿名にて競り落とした。この切手は彼の死後サザビーズで再びオークションにかけられ、950万ドルで落札された。この際にこの切手は、一枚の切手の売却額としての最高額を4度目に更新したことになる。この切手以外にもデュポンは多くのコレクションを持っていた。彼は遺言を残し、売却額の80％はブルガリア人レスラーのバレンティン・ヨルダノフ・ディミトロフの家族に贈り、20％はデュポンが太平洋の野生動物を保護するためにペンシルベニア州パオリに創立したユーラシア・太平洋・野生動物財団に寄付しようとした（しかし関係者によって多数の異議申し立てが行われた）。

### 運動競技
デュポンは母の死により受け継いだニュートンスクウェアにある440エーカーものリスターホール農場を、高度な設備のレスリング施設に変え、アマチュアレスラーに開放した。彼は父が持っていた競走馬にちなんで、私的なレスリングチームを「フォックスキャッチャー」と名付けた。デュポンはオリンピックを目指す水泳・レスリングのトレーニングセンターを作り、それらの競技大会のスポンサーにもなった。また、オリンピック金メダリストであるレスリング選手の兄弟、デイヴ・シュルツ、マーク・シュルツ、そしてデイヴの妻に敷地内の住居を提供した。シュルツはチーム「フォックスキャッチャー」のコーチも務めた。
デュポンはレスリングと水泳、トラック競技、近代五種のスポンサーとなった。近代五種の各競技（ランニング、水泳、射撃）それぞれを宣伝するイベントを開いたりもした。自身が競技を行うことにも興味を示し、高校生の時に少しやったきりであるレスリング競技に50代になってから取り組んだりもした。55歳のときには競技大会にも出始め、1992年にコロンビアのカリで開かれたシニア世界大会に出場したのを皮切りに、1993年、1994年、1995年の大会にも出場した。

## デイヴ・シュルツの殺害
1996年1月26日、デュポンはデイヴ・シュルツを射殺した。自身の800エーカーの私有地内にあったシュルツ家の私道においてである。シュルツの妻であるナンシーとデュポン警護の責任者であったパトリック・グッデールがその場におり、現場を目撃していた。デュポンがシュルツに3発の銃弾を撃ち込むのを、グッデールはデュポンの車の助手席から見た。警察は殺害の動機を見出すことが出来なかった。シュルツは長らくデュポンのレスリングチームのコーチを務めており、デュポンがアルコール中毒を克服する手助けすらしていたのである。
デュポンの友人たちは彼の発砲を信じられないと言った。カリフォルニア州から来た三種競技選手のジョイ・ハンセン・ロイトナーは、デュポンのトレーニング施設で2年を過ごしており、デュポンが彼女を辛い状況から救い出してくれたことを語った。「家族や友人とともに、ジョンは私に人生の新しい期間を与えてくれたのです。彼は金銭的援助のみならず、心に寄り添ってくれたのです」。彼女は殺人を信じられないと言った。「ジョンが正気だったなら、デイヴを殺すなんてことはできないはずです」。ニュートン郡政執行者であるジョン・S・カスター・ジュニアは、「殺害のその瞬間、ジョンは自分が何をしているのか分かっていなかった（のだろう）」と語っている。デュポン家の管理人を30年勤めたチャールズ・キング・シニアとその息子も、デュポンのことをよく知っている（からそんな事を彼がするなんて考えられない）と言った。
しかし多くの人々が、事件が起こる数か月前からデュポンの行動が次第に破たんしつつあると気づいていた。チャールズ・キング・シニアはデュポンの「警備顧問」であるパトリック・グッデールが事件に影響を与えたと非難している。「ジョンが誰かを撃つなんて考えられません。誰かにそそのかされたり、ドラッグでもやっていなければ。うちの息子も、あいつがうろつき始めてからジョンは変わってしまった、と言っていました。何に対しても恐れるようになったのです。正気を失ってしまったのです。そんな彼でさえ、私も息子も受け入れることが出来たのに」。
発砲ののちデュポンは彼の邸宅に二日間閉じこもり、警察は電話で説得を続けた。暖房装置を直すために戸外へ出てきた彼を警察は逮捕した。1996年9月、専門家はデュポンが精神病であり自身の弁護に参加できないと診断し、公判に耐えうることが出来ないと判断された。彼は精神病院に入院させられ、裁判所が3か月以内に彼の状態を確認することとなった。
公判のさなか、精神科の専門家である証人はデュポンを強迫観念症的な統合失調症であるとし、シュルツのことをデュポンを殺そうとしている国際的な陰謀団の一味であると錯覚していたのだと証言した。デュポンは家に押し入られて殺されると信じこんでいたため、家じゅうに様々な防犯設備を取り付けていたという。
デュポンは「心神喪失による無罪」を主張した。この主張は裁判において却下され、1997年2月27日に陪審によって第三級謀殺（Third-degree murder、故意はあるが計画性のない殺人）の有罪であるが同時に精神疾患を患っていると評決された。ペンシルベニア州における第三級謀殺は、第一級謀殺（計画的に故意に殺害）や第二級謀殺（重い犯罪行為の実行時に意図的でなく殺害）よりも量刑が軽い。ペンシルベニア州の刑法では、「心神喪失」は「病気や障害」により自らの行動が誤っていることが分からない、または法律に従うことを理解できない者に当てはめられる。（つまりデュポンはこのケースに当てはまらないとされた）
陪審の「有罪であるが精神疾患を患っている」という評決は、判決が裁判長であるパトリシア・ジェンキンスに差し戻されることを意味していた。5年から40年の実刑判決が選択できるなかで、ジェンキンスはデュポンに13年から30年の収監を宣告し、ペンシルベニア州で最も警備が緩いマーサー刑務所に収監が決まった。
陪審による評決後、デイヴの未亡人であるナンシー・シュルツは夫の不当な死についてデュポンに訴訟を起こした。和解内容は明らかになっていない。フィラデルフィア・インクワイアー紙は匿名の情報源を引いて、デュポンがシュルツ夫人に少なくとも3500万ドルを支払ったであろうと報じた。
デュポンの代理人は上訴し、2000年には最高裁で争われることとなったが評決は支持され、覆ることはなかった。2009年1月29日には最初の仮釈放が申請されたが受理されなかった。刑期を最も長く務めるとすれば、デュポンが87歳になる2026年まで収監されるはずであった。
2010年に合衆国控訴裁判所は控訴を退けたが、デュポンが事件前にブルガリア人の処方でスコポラミンを服用していた事実などを新たに認めた。

## 死去
デュポンは2010年12月9日、慢性閉塞性肺疾患と肺気腫により72歳で亡くなった。ペンシルベニア州政府矯正局の広報担当者は、デュポンがローレルハイランド刑務所のベッドで動けずにいるところを発見されたと発表した。サマセット共同病院において死亡が確認された。
デュポンは彼の遺言通り、フォックスキャッチャーの赤いレスリングジャージに身を包んだまま埋葬された。

## 慈善活動など
デュポンは1957年にデラウェア自然博物館を創立し、長らくこの博物館の経営に携わった。

### フォックスキャッチャー農場
母の死後、デュポンは父が持っていた競走馬にちなんで、リスター農場を「フォックスキャッチャー農場」と改名した。母の事業をほぼそのまま継承したが、レスリング施設とそれに付属する建物を新たに建設した。
デュポンの逮捕後、家畜と共にデラウェア自然博物館の経営権も人手に渡った。農場の跡地の一部には米国聖公会の寄宿学校が建てられたが、400エーカーを超える部分は今も手つかずのままである。
2013年に邸宅は解体され、跡地に400の家が建てられる予定で「リスター地所」と名づけられている。ほとんどの建物は取り壊されてしまったが、7000平方フィートある古い納屋が新規造成地区の会館として使用されるという。

## 遺言に関する論争
デュポンの遺言では、資産の80％は親戚でありオリンピック金メダリストでもあるブルガリア人レスラーであるバレンティン・ヨルダノフに贈られることとなっていた。2011年1月にデュポンの姪であるベヴァリー・デュポン・ゴーゲルと甥であるウィリアム・H・デュポンは、デュポンが遺言作成時に「正常な精神状態」ではなかったと主張し、ペンシルベニア州メディアで異議を提訴した。遺言作成時にデュポンはイエス・キリストとダライ・ラマとロシア皇帝を代わる代わる自称していたというのである。
この訴えは最終的にペンシルベニア州上位裁判所によって2012年に退けられた。たとえ2010年の遺言書に瑕疵があったとしても、その前の2006年に作成された2つの有効な遺言書にベヴァリーとウィリアムの名が無かったからである。

## メディアにおける描写
- デイヴ・シュルツ殺人事件に関しては2013年に発行された『Wrestling with Madness』が詳しい[33]。
- スティーヴ・カレルは2014年の映画『フォックスキャッチャー』において、シュルツ兄弟のことや彼らとデュポンとの関係性を丹念にひも解くことでデュポンを演じ[34]、その演技は批評家に称賛された。アカデミー賞主演男優賞、ゴールデングローブ賞主演男優賞を含む様々な賞の候補となった[35][5]。
- デイヴの弟であり、同じくオリンピック金メダリストであるマーク・シュルツは2014年に『Foxcatcher: The True Story of My Brother's Murder, John du Pont's Madness, and the Quest for Olympic Gold』という本を出版している[36]。

## 著作

### 書籍
- 『Philippine Birds』 (1971)
- 『South Pacific Birds』 (1976)
- 『Living Volutes: a Monograph of the Recent Volutidae of the World』

### 論文
- Amadon, Dean; Dupont, John E; (1970). “Notes on Philippine birds”. Nemouria 1:  1-14.
- Dupont, John E (1971). “Notes on Philippine Birds (No. 1)”. Nemouria 3:  1-6.
- Dupont, John E (1972). “Notes on Philippine Birds (No. 2). Birds of Ticao”. Nemouria 6:  1-13.
- Dupont, John E (1972). “Notes on Philippine Birds (No. 3). Birds of Marinduque”. Nemouria 7:  1-14.
- Dupont, John E (1976). “Notes on Philippine Birds (No. 4). Additions and Corrections To Philippine Birds”. Nemouria 17:  1-13.
- Dupont, John E (1980). “Notes on Philippine birds (No. 5). Birds of Burias”. Nemouria 24:  1-6.
- Dupont, John E; Rabor, D S (1973). “South Sulu Archipelago Birds. An Expedition Report”. Nemouria (Delaware Museum of Natural History) 9:  1–63. ISSN 0085-3887.
- Dupont, John E; Rabor, D S (1973). “Birds of Dinagat and Siargao, Philippines”. Nemouria (Delaware Museum of Natural History) 10:  1–111. ISSN 0085-3887.
- Dupont, John E; Niles, David M; (1980). “Redescription of Halcyon bougainvillei excelsa Mayr, 1941”. Bulletin of The British Ornithologists' Club 100:  232-233.